# Time Tunnel (videogioco 1982)
Time Tunnel (タイムトンネル?, Taimu Ton'neru) è un videogioco arcade ibrido tra azione e simulazione, sviluppato e pubblicato nel 1982 dalla Taito.
È incluso esclusivamente nella raccolta per PlayStation 2 Taito Memories II Jōkan, uscita nel 2007 solo in Giappone.

## Modalità di gioco
Time Tunnel è un titolo a scorrimento orizzontale in cui viene guidata una locomotiva a vapore che viaggia lungo dei binari. Bisogna evitare lo scontro con un treno elettrico o un diverso mostro, pena la perdita di una vita. Si compone di tre surreali livelli, ciascuno con un diverso obiettivo da compiere:
- Campagna - collegare tre vagoni sul retro del mezzo;
- Città - fermarsi a tre stazioni per fare salire tre persone, per un totale di nove;
- Spazio - lasciare tutti i passeggeri alla stazione dove un UFO si stabilisce occasionalmente.[5]

I comandi prevedono un joystick a due direzioni per muovere la locomotiva (su in avanti, giù indietro), ed un pulsante, usato per cambiare i punti di diramazione del binario. Il mezzo ha però a disposizione una quantità limitata di carburante, che può essere rifornita fermandosi ad uno dei distributori di benzina sparsi per l'area. Se essa si esaurisce una vita viene persa; il carburante rimanente verrà convertito in punti bonus al completamento di un livello.
Infine, i primi due livelli vengono considerati del tutto superati una volta entrati nel tunnel che si trova all'estremità dalla parte anteriore.